# Kontrolowanie
Kontrolowanie – w wąskim rozumieniu oznacza sprawdzanie zgodności z ustalonym standardem (np. kontrolowanie poziomu wody w rzece), w szerokim oznacza także sprawdzanie zgodności ze standardem i czynny nadzór nad jego przestrzeganiem (np. kontrolowanie pojazdu, utrzymywanie kontroli nad klasą w szkole itp.). W obu przypadkach punktem wyjścia jest określenie stanu pożądanego – wyznaczenie normy.
Kontrolowanie jest naturalnym uzupełnieniem planowania – to porównanie założeń z ich realizacją.
Ze względu na etap procesu wyróżnić możemy trzy rodzaje kontroli: wstępną (bada zgodność z normami nakładów na wejściu, zanim trafią do systemu), równoległą (badającą stale sposób transformacji nakładów w wyniki w poszczególnych jej stadiach) i wyników (oceniającą końcowe efekty).